# ジュエル・オブ・ザ・シーズ
ジュエル・オブ・ザ・シーズ（Jewel of the seas）は、ロイヤル・カリビアン・インターナショナルが運航しているクルーズ客船。

## 概要
ドイツのマイヤー・ヴェルフトで建造され、2004年5月8日に就航した。
2013年5月の時点では、年間を通じてプエルトリコのサンファンへの南カリブ海7泊8日のクルーズに配船されていた。
2016年4月、2つのベッドルーム・ファミリースイートを含む新たな客室の追加、3つのレストランの新設、プールサイドへの大型映画スクリーンの設置、ブロードバンド接続の改善を含むIT環境のアップグレードなど、全面改装が行われた。